# Letiště Istanbul
Letiště Istanbul (IATA: IST, ICAO: LTFM, turecky İstanbul Havalimanı) je hlavní mezinárodní letiště obsluhující největší město Turecka, Istanbul. Nachází se v provincii Istanbul, v okresu Arnavutköy na evropské straně města. Toto letiště nahradilo kapacitně nedostačující Atatürkovo letiště. Otevírací ceremoniál letiště s kapacitou 150 milionů cestujících ročně se konal 29. října 2018 a byl u něj přítomen prezident Erdogan. Cena výstavby byla v přepočtu na české koruny přibližně 270 miliard.
Od 31. října 2018 odtud začal operovat turecký národní dopravce Turkish Airlines, který sem postupně přesídlil.

## Kritika
Výstavba letiště byla kritizována ochránci přírody, označili ho za ničivé. Na staveništi byly potlačeny také stávky dělníků. Úřady uvádějí, že jich při stavbě zahynulo 30, podle odborů jsou skutečná čísla razantně vyšší.

## Galerie

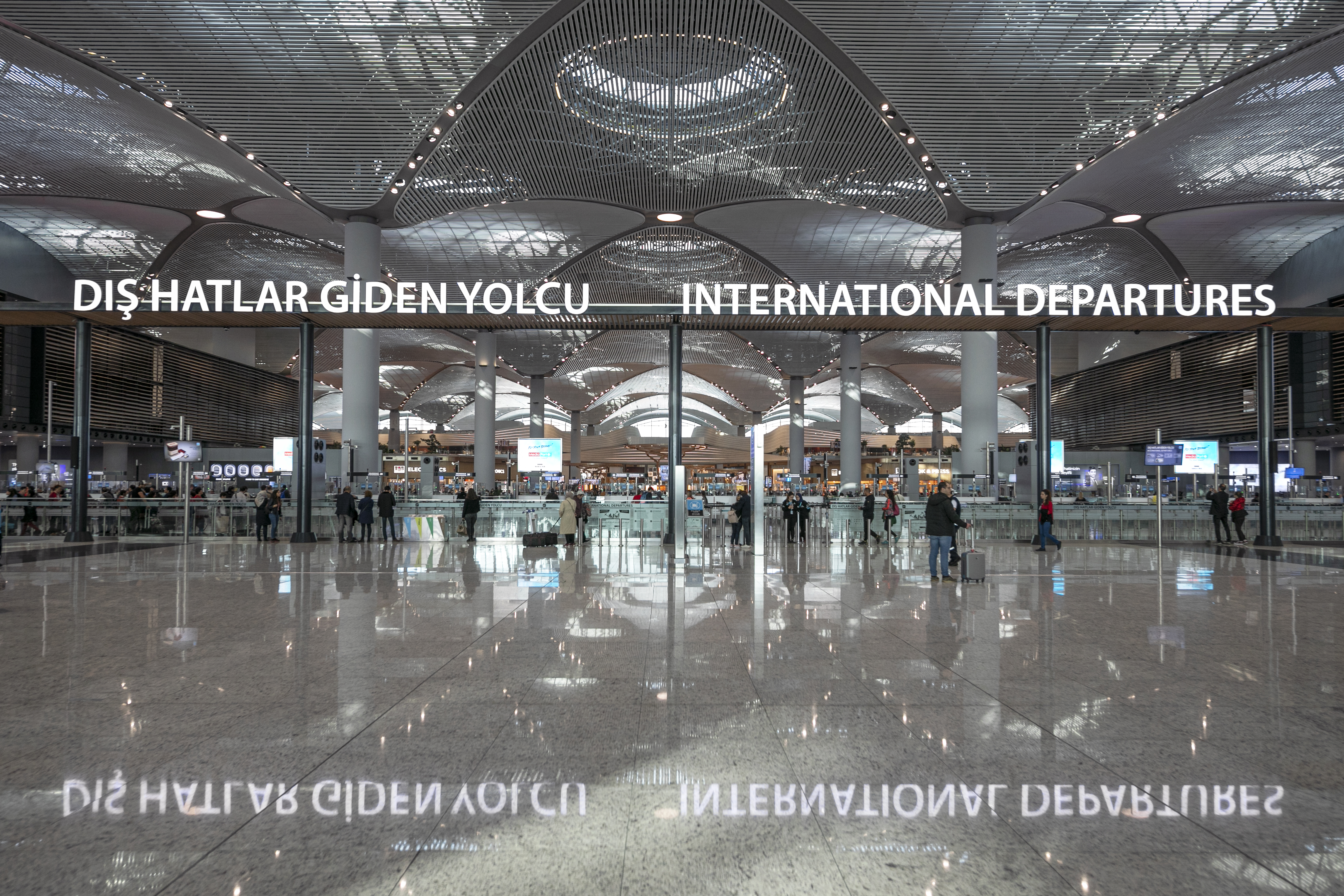
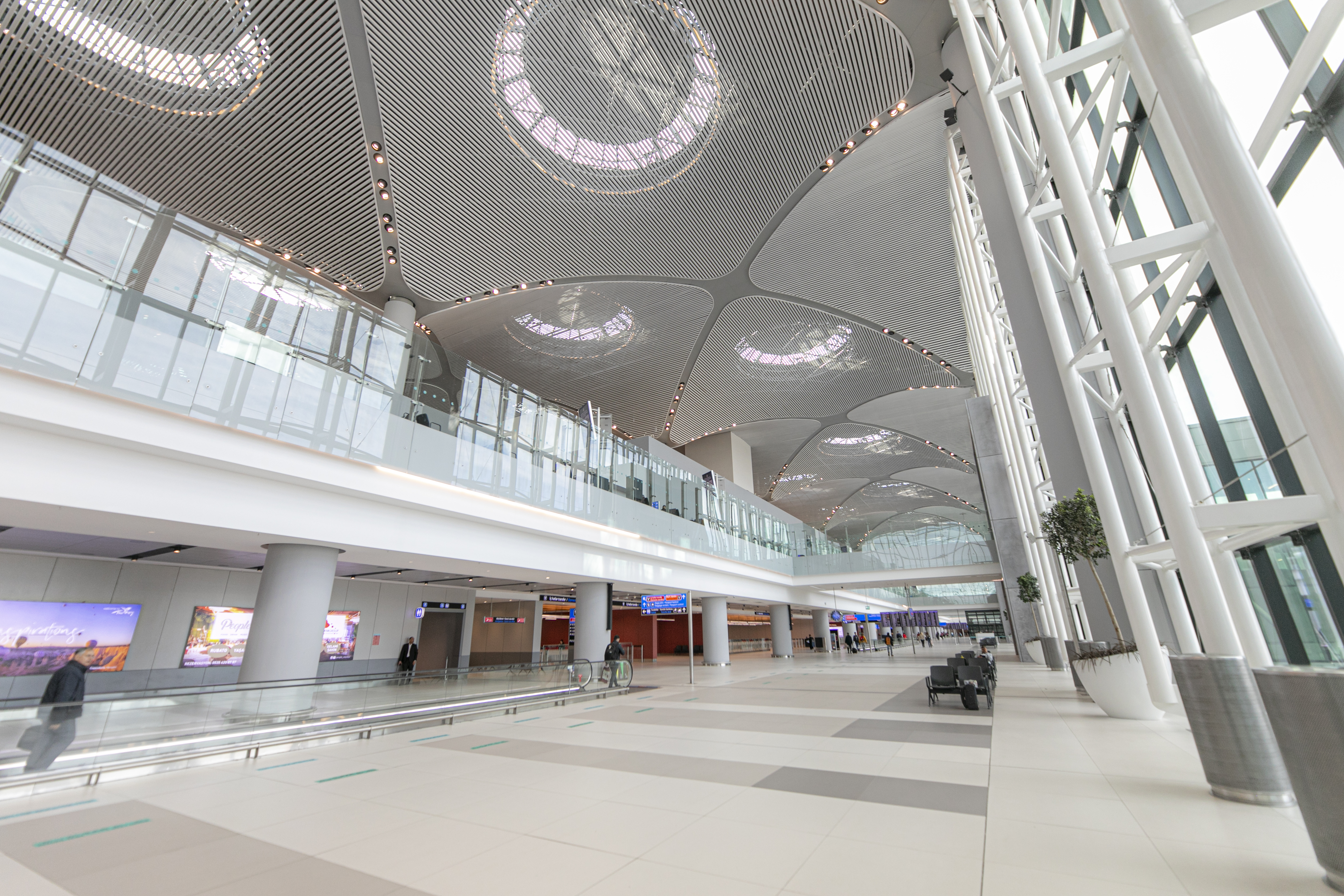
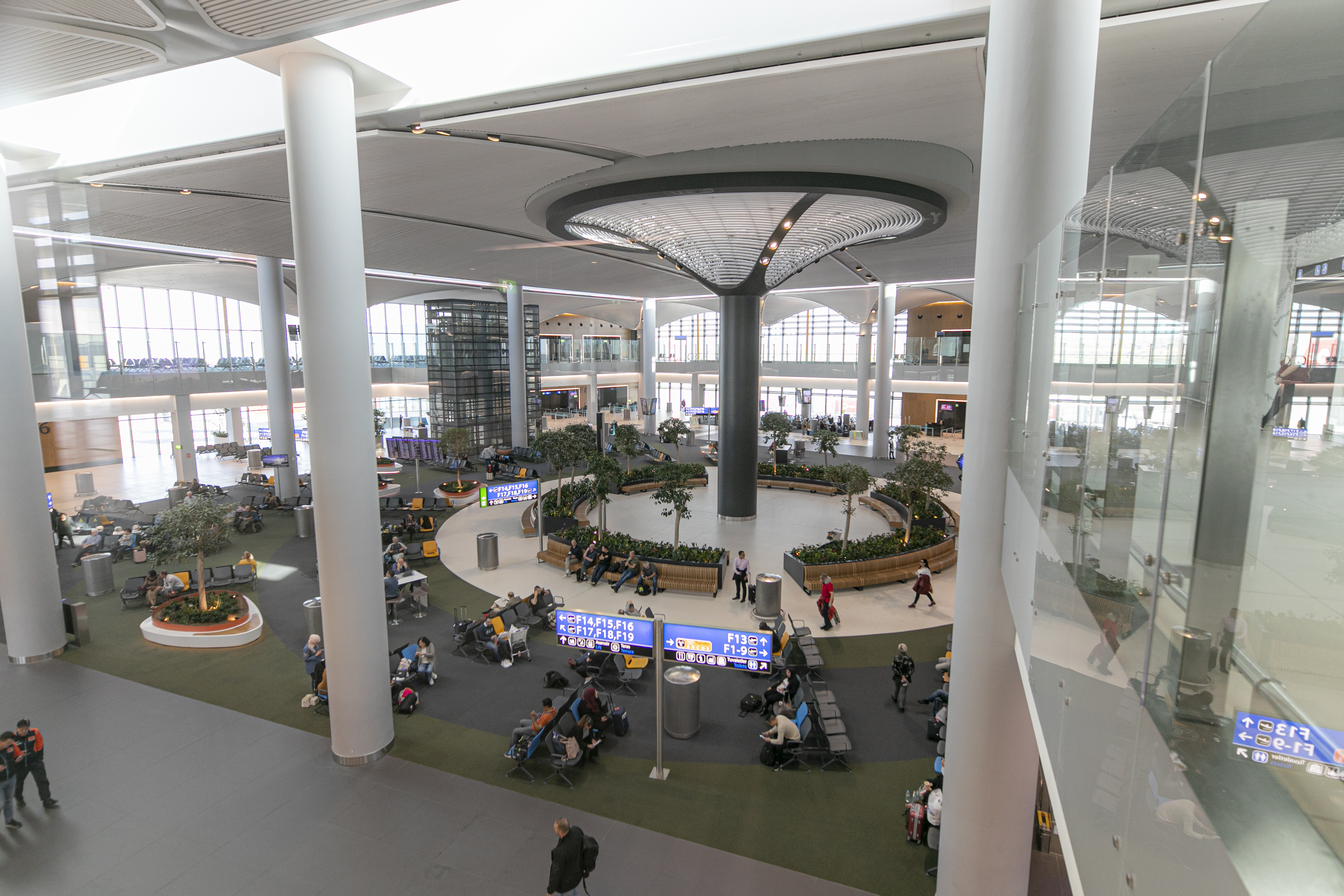
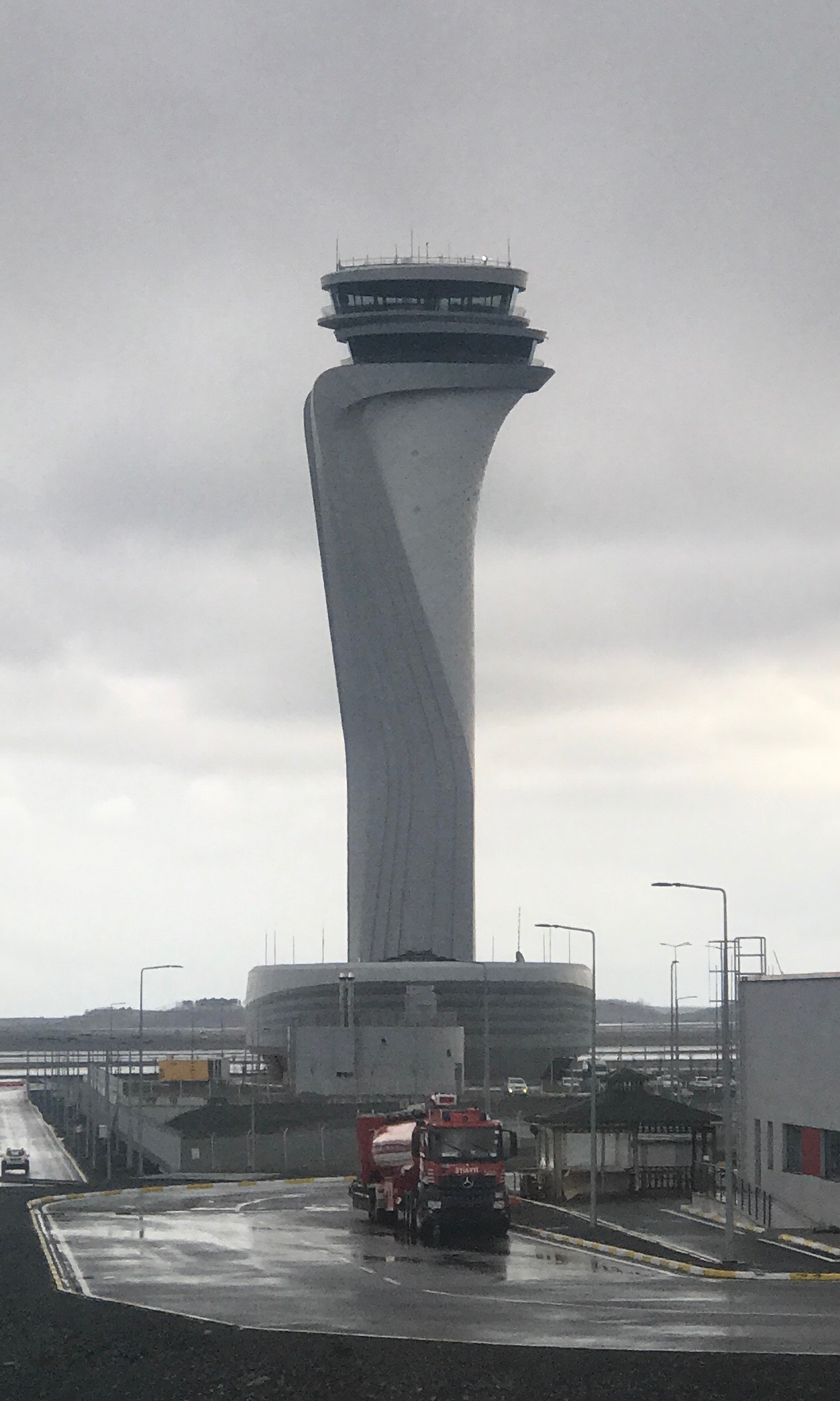